# Корюшки
Ко́рюшки (лат. Osmerus) — род лучепёрых рыб из семейства корюшковых.

## Описание
Пресноводные или проходные рыбы. Длина тела 6 до 34 см. Нижняя челюсть выступающая. Зубы имеются на сошнике нижней челюсти и на языке. Боковая линия состоит из 60—72 чешуй. Анальный плавник состоит из 11—16 лучей.

## Классификация
На декабрь 2017 года в род включают 4 вида:
- Osmerus dentex Steindachner & Kner, 1870
- Osmerus eperlanus (Linnaeus, 1758) — Европейская корюшка
- Osmerus mordax (Mitchill, 1814) — Азиатская корюшка
- Osmerus spectrum Cope, 1870 — Карликовая корюшка[1]

## Распространение
Представители рода встречаются в бассейнах Северного Ледовитого и севера Атлантического и Тихого океанов.